# Elecciones presidenciales de Zambia de 2008
Las elecciones presidenciales de Zambia de 2008 se celebró el 30 de octubre del mismo año, tras la muerte del presidente en ejercicio Levy Mwanawasa, del Movimiento por una Democracia Multipartidaria, acontecida el 19 de agosto de 2008. La elección debió convocarse dentro de los 90 días siguientes al fallecimiento, de acuerdo a la Constitución, para llenar la vacancia siguiendo las leyes.

## Antecedentes

### Candidaturas
Se esperaban problemas internos del partido gobernante, ya que Mwanawasa no había declarado un sucesor antes de su muerte. Sin embargo, el presidente interino del partido, Rupiah Banda, fue seleccionado como candidato sin problemas al interior de la colectividad.
Michael Sata se presentó como el candidato del Frente Patriótico de Zambia, mientras que Hakainde Hichilema se presentó como el candidato del Partido Unido para el Desarrollo Nacional y Godfrey Miyanda por el Partido del Patrimonio de Zambia.

### Visión internacional
La elección se llevó a cabo para determinar quien debía cumplir el resto del mandato presidencial de Mwanawasa, el cual culminaría en 2011. El resultado se decide en una sola vuelta electoral con voto plural como base del sistema electoral zambiano.
La Comunidad de Desarrollo de África Austral (SADC), la Unión Africana y la Unión Europea, fueron invitados a enviar observadores electores. La UE no envió debido a un apretado calendario, pero las demás organizaciones que fiscalizaron el proceso reconocieron transparencia y libertad para el ejercicio del sufragio.

### Cuestionamientos al financiamiento
Tras la muerte de Mwanawasa, muchos se cuestionaron si sería económicamente posible que la Comisión Electoral de Zambia para celebrar una elección en el plazo señalado. También se sugirió que sería necesario llevar a cabo la elección sin campaña, pero usando un anticuado sistema de censo de votantes que podría causar complicaciones a la legitimidad de la votación. La Comisión Electoral decidió utilizar la lista de votantes del 2006 debido a la falta de tiempo. 
Un grupo denominado anti-fraude electoral, se alineó con la oposición y presentó el caso ante el Tribunal Superior, en busca de una decisión que obligue a la Comisión Electoral a registrar nuevos votantes antes de las elecciones, pero el Tribunal dictaminó el 14 de octubre que era aceptable el uso del censo 2006 por falta de tiempo.
La Comisión Electoral fijó un presupuesto de 240 mil millones de kuachas (75 millones de dólares americanos) para las elecciones, mientras que el Programa de Naciones Unidas para el Desarrollo contribuiría con 11,5 millones de dólares.

## Resultados electorales
|  | 40,09 % |

|  | 38,13 % |

|  | 19,70 % |

|  | 0,76 % |

|  | 98.69 % |

|  | 1.31 % |

|  | 100.00 % |

|  | 45.43 % |